# Maison-des-Champs
Maison-des-Champs település Franciaországban, Aube megyében. Lakosainak száma 35 fő (2022. január 1.). Maison-des-Champs Argançon, Magny-Fouchard, Spoy és Vauchonvilliers községekkel határos.

## Népesség
A település népessége az elmúlt években az alábbi módon változott:
| Lakosok száma | 53   | 43   | 36   | 38   | 37   | 34   | 33   | 32   | 33   | 35   |
|               | 1968 | 1982 | 1990 | 2006 | 2013 | 2015 | 2017 | 2019 | 2020 | 2022 |